# Garrigues (comarca)
Le Garrigues (nome ufficiale in lingua catalana; in spagnolo Las Garrigas) costituiscono una delle 41 comarche della Catalogna, con una popolazione di 19.974 abitanti; il capoluogo è Les Borges Blanques.
Amministrativamente fanno parte della provincia di Lleida, che comprende 13 comarche.

## Lista dei comuni delle Garrigues
| città                     | superficie | popolazione | densità       |
| ------------------------- | ---------- | ----------- | ------------- |
| Arbeca                    | 58,29 km²  | 2.484 ab.   | 37,04 ab./km² |
| Bellaguarda               | 17,14 km²  | 348 ab.     | 20,30 ab./km² |
| Bovera                    | 31,12 km²  | 383 ab.     | 12,31 ab./km² |
| Castelldans               | 65,07 km²  | 955 ab.     | 14,68 ab./km² |
| Cervià de les Garrigues   | 34,50 km²  | 844 ab.     | 24,46 ab./km² |
| El Cogul                  | 17,51 km²  | 218 ab.     | 12,45 ab./km² |
| El Soleràs                | 12,23 km²  | 407 ab.     | 33,28 ab./km² |
| Els Omellons              | 11,19 km²  | 253 ab.     | 22,61 ab./km² |
| Els Torms                 | 13,08 km²  | 193 ab.     | 8,87 ab./km²  |
| El Vilosell               | 18,88 km²  | 242 ab.     | 12,82 ab./km² |
| Fulleda                   | 15,96 km²  | 114 ab.     | 7,14 ab./km²  |
| Granyena de les Garrigues | 20,47 km²  | 169 ab.     | 8,26 ab./km²  |
| Juncosa                   | 76,36 km²  | 558 ab.     | 7,31 ab./km²  |
| Juneda                    | 47,35 km²  | 3.023 ab.   | 63,84 ab./km² |
| La Floresta               | 5,44 km²   | 180 ab.     | 33,09 ab./km² |
| La Granadella             | 88,70 km²  | 786 ab.     | 8,86 ab./km²  |
| L'Albagés                 | 25,66 km²  | 502 ab.     | 19,56 ab./km² |
| L'Albi                    | 32,61 km²  | 836 ab.     | 25,64 ab./km² |
| La Pobla de Cérvoles      | 61,92 km²  | 238 ab.     | 3,84 ab./km²  |
| Les Borges Blanques       | 61,59 km²  | 5.425 ab.   | 88,09 ab./km² |
| L'Espluga Calba           | 21,34 km²  | 425 ab.     | 19,92 ab./km² |
| Puiggròs                  | 9,85 km²   | 254 ab.     | 25,79 ab./km² |
| Tarrés                    | 13,08 km²  | 116 ab.     | 8,87 ab./km²  |
| Vinaixa                   | 37,6 km²   | 586 ab.     | 15,59 ab./km² |